# Bockwindmühle Danstedt

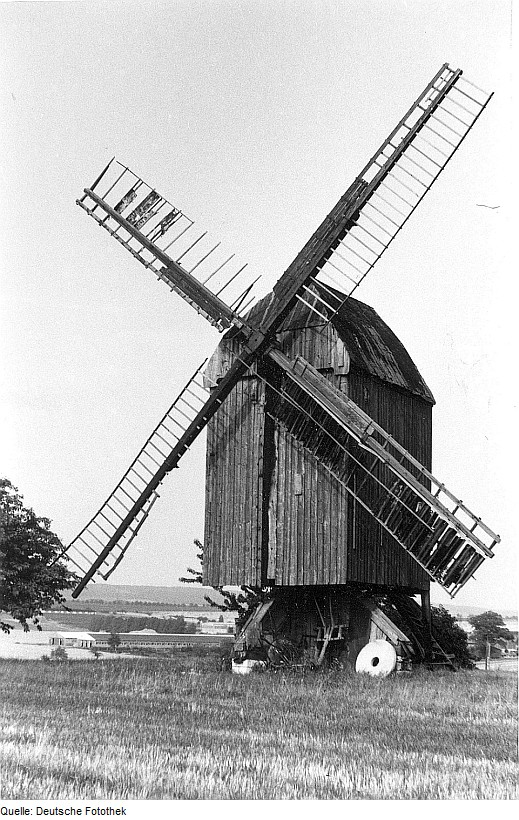
Bockwindmühle Danstedt im Jahr 1973

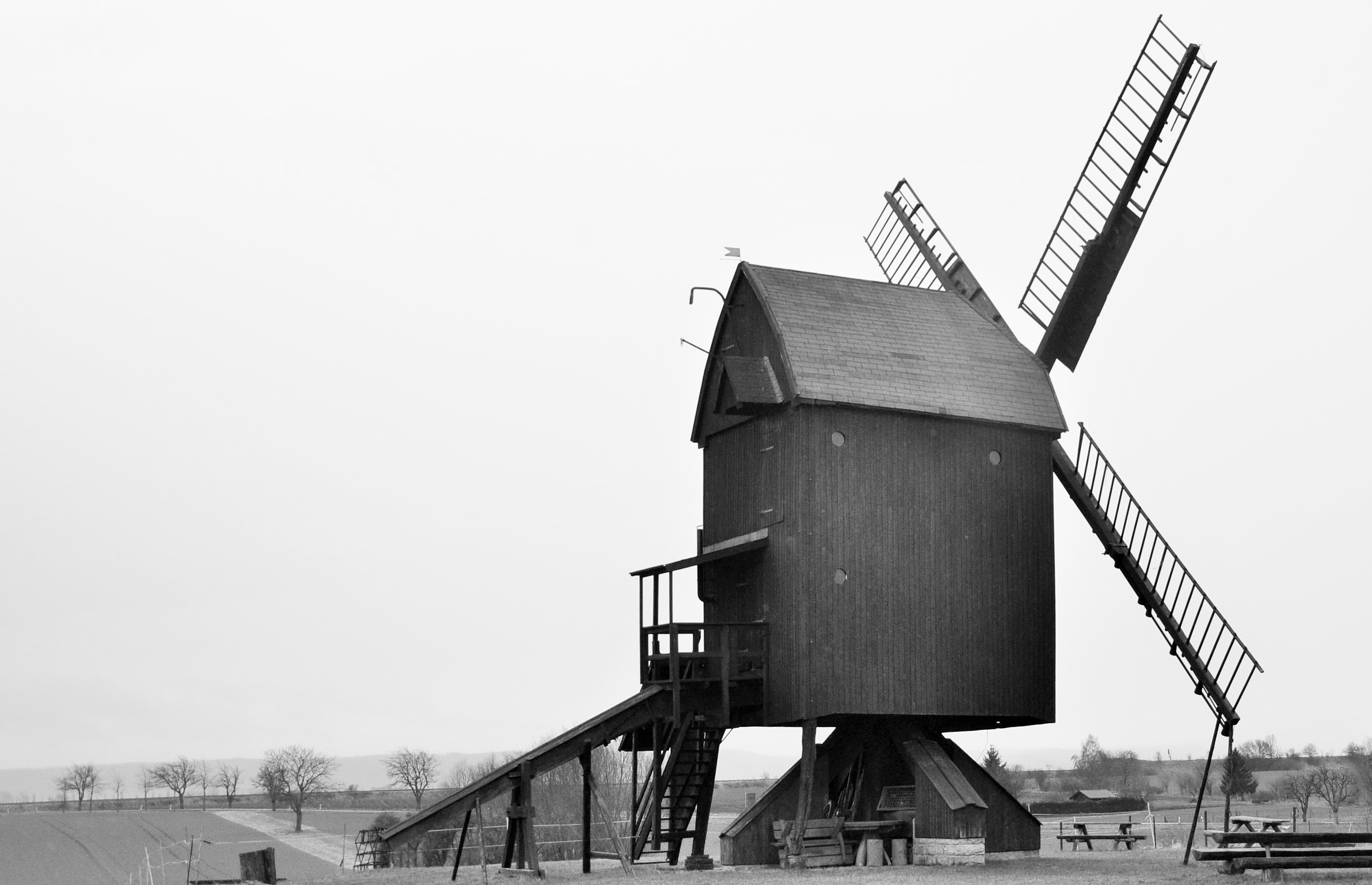
Seitenansicht im Februar 2016

Die Bockwindmühle Danstedt ist eine restaurierte, funktionstüchtige Bockwindmühle im Ortsteil Danstedt der Gemeinde Nordharz im Landkreis Harz in Sachsen-Anhalt.

## Geschichte
Die Mühle entstand 1817 auf einer kleinen, windigen Anhöhe südöstlich des Ortes. Nach einem Brand 1835 wurde sie wieder aufgebaut. Die Mühle befand sich bis 1980 über sechs Generationen im Besitz der Familie Kampe und wurde bis 1959 genutzt. Zwischen 1987 und 1991 wurde die Mühle aufwändig restauriert. Die Betreuung erfolgt seit 1990 durch den Mühlenverein Danstedt.
Die Mühle wird zu besonderen Anlässen – wie dem Deutschen Mühlentag – in Betrieb genommen und der Öffentlichkeit zugänglich gemacht.

## Windmühle heute

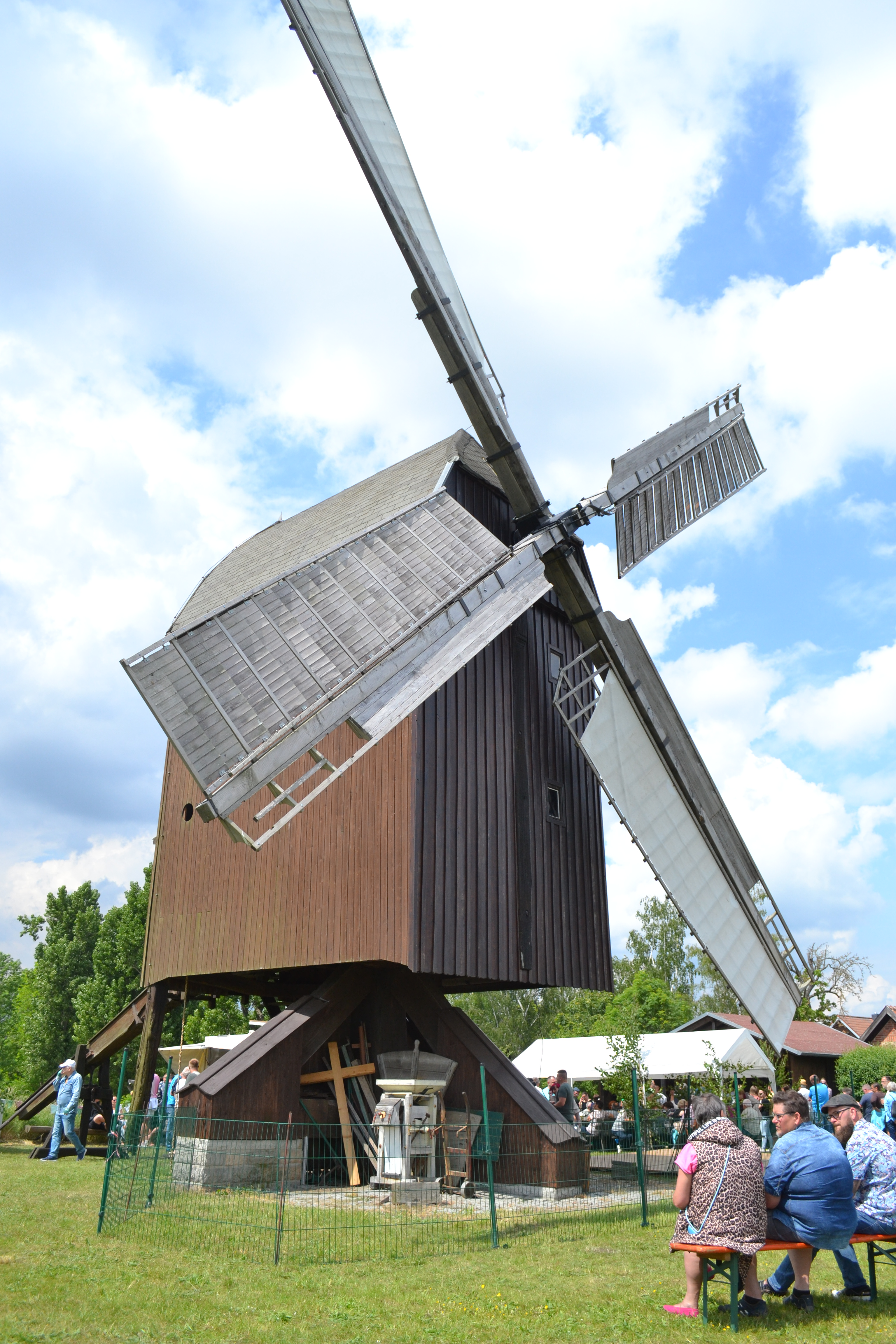
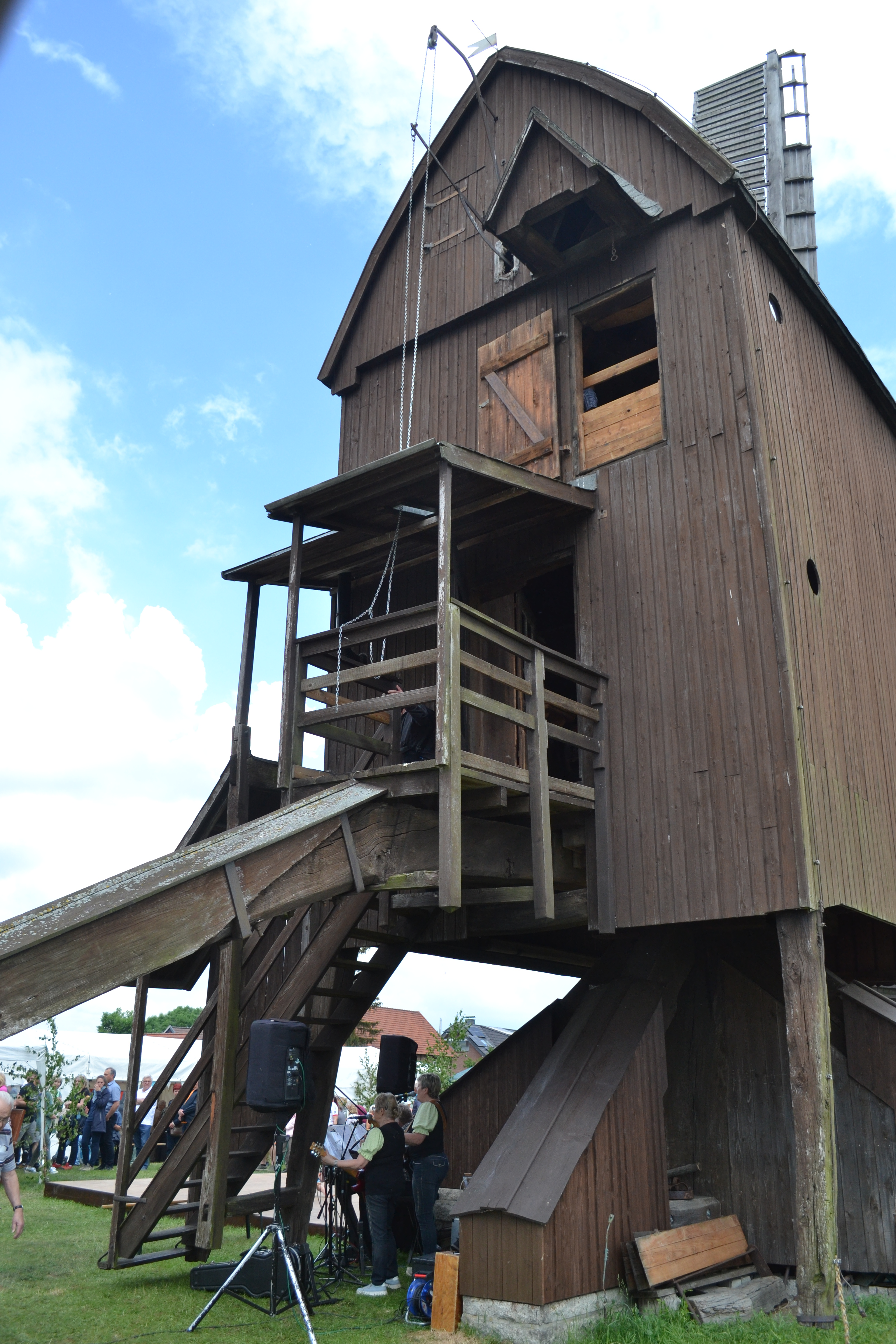
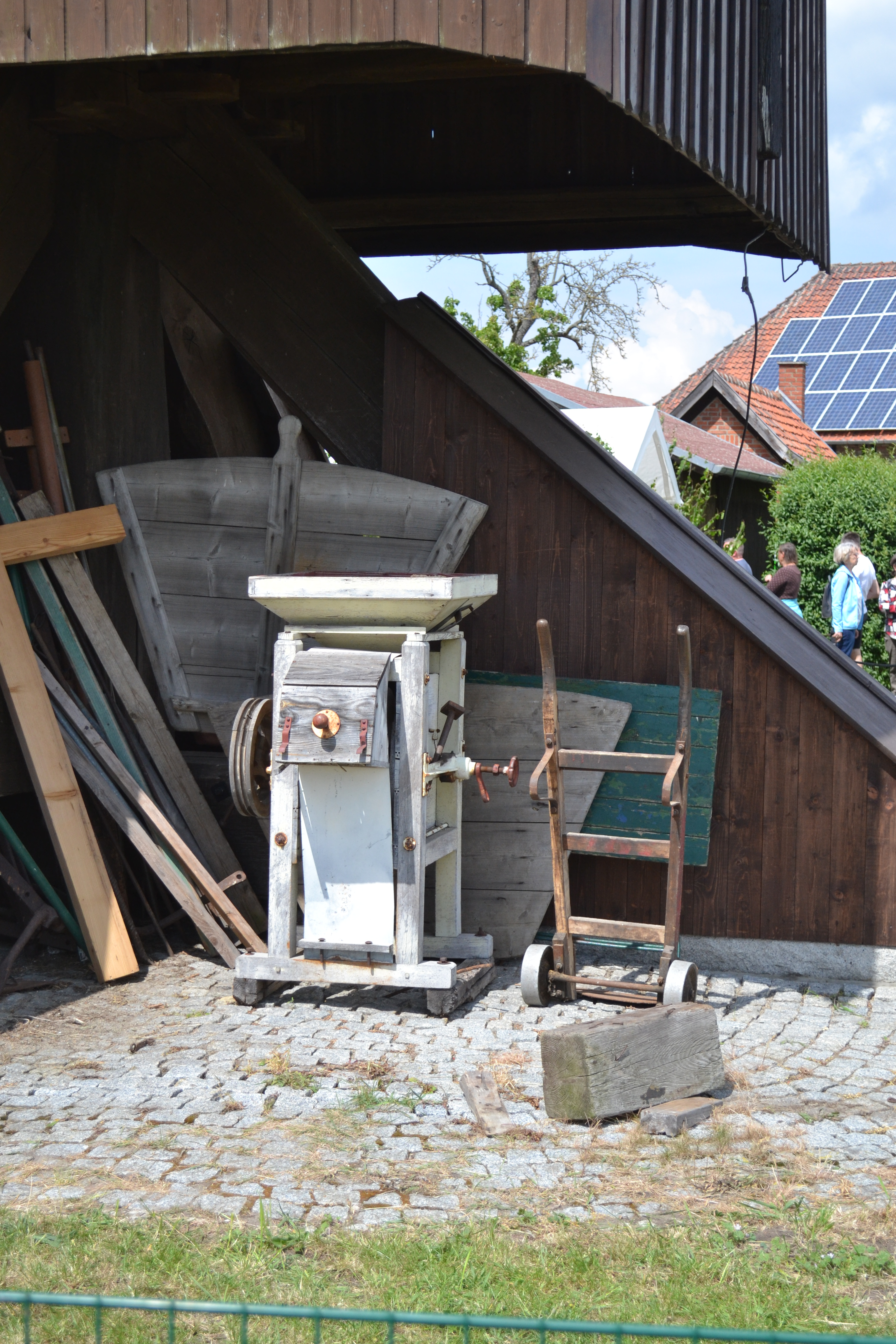
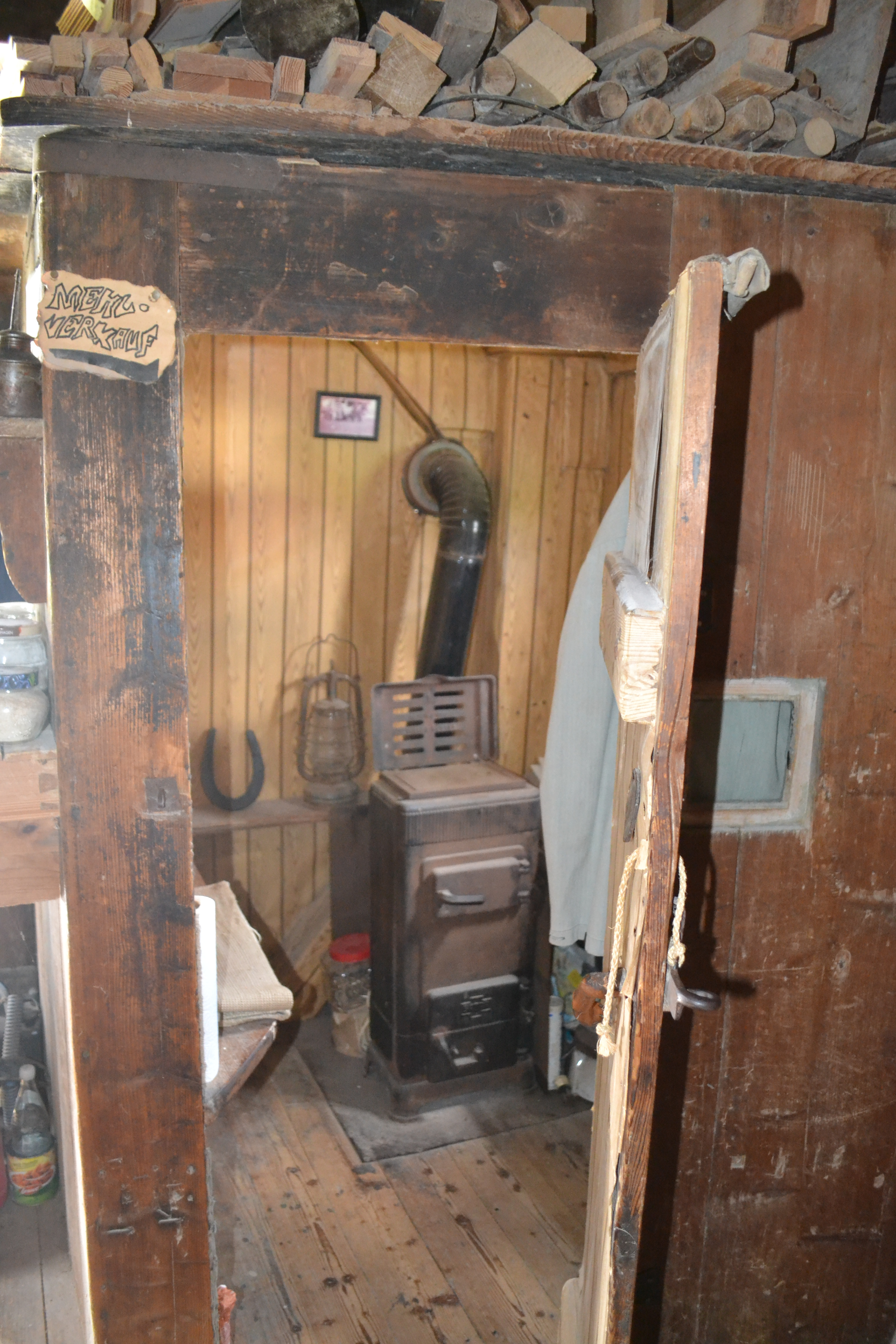
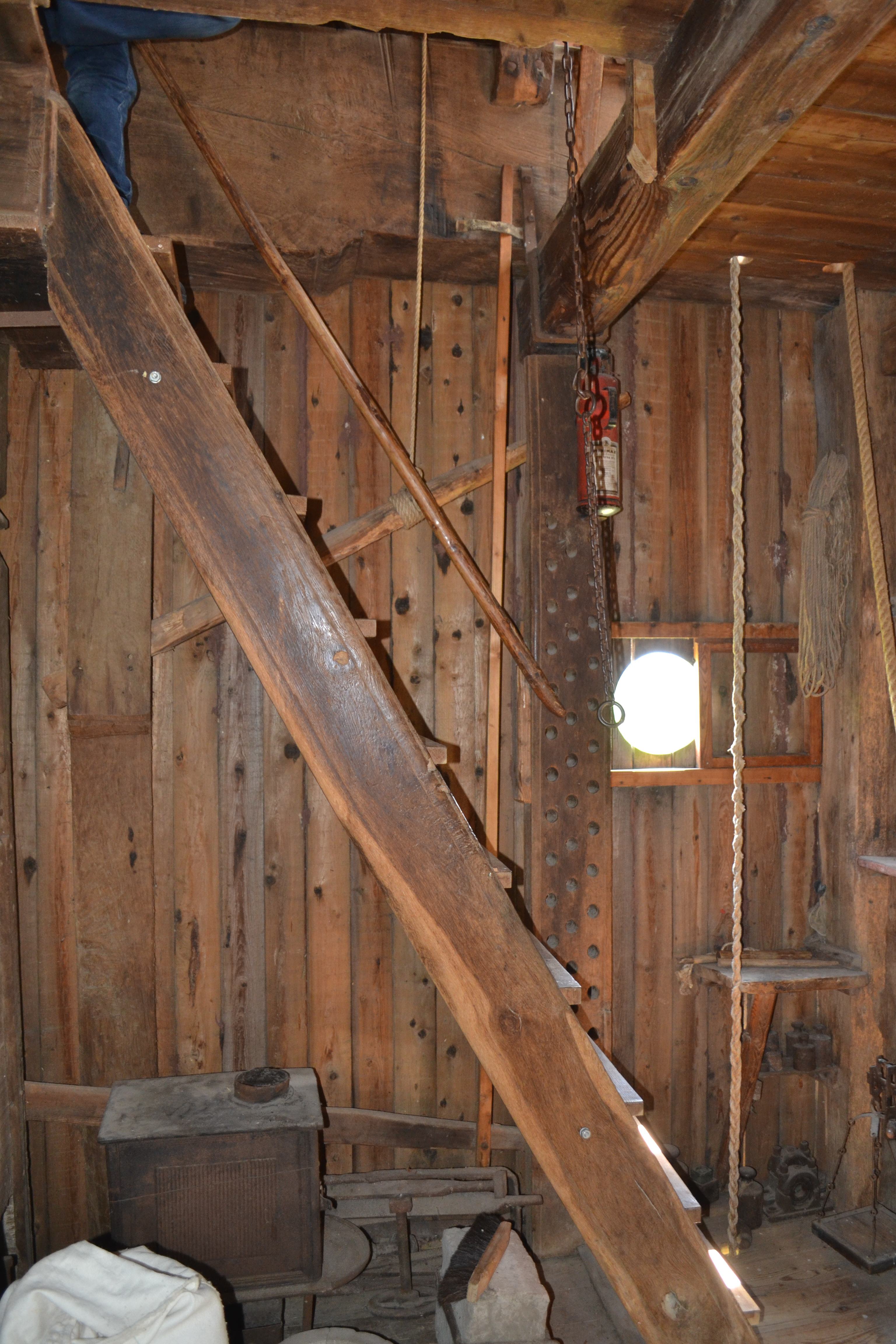
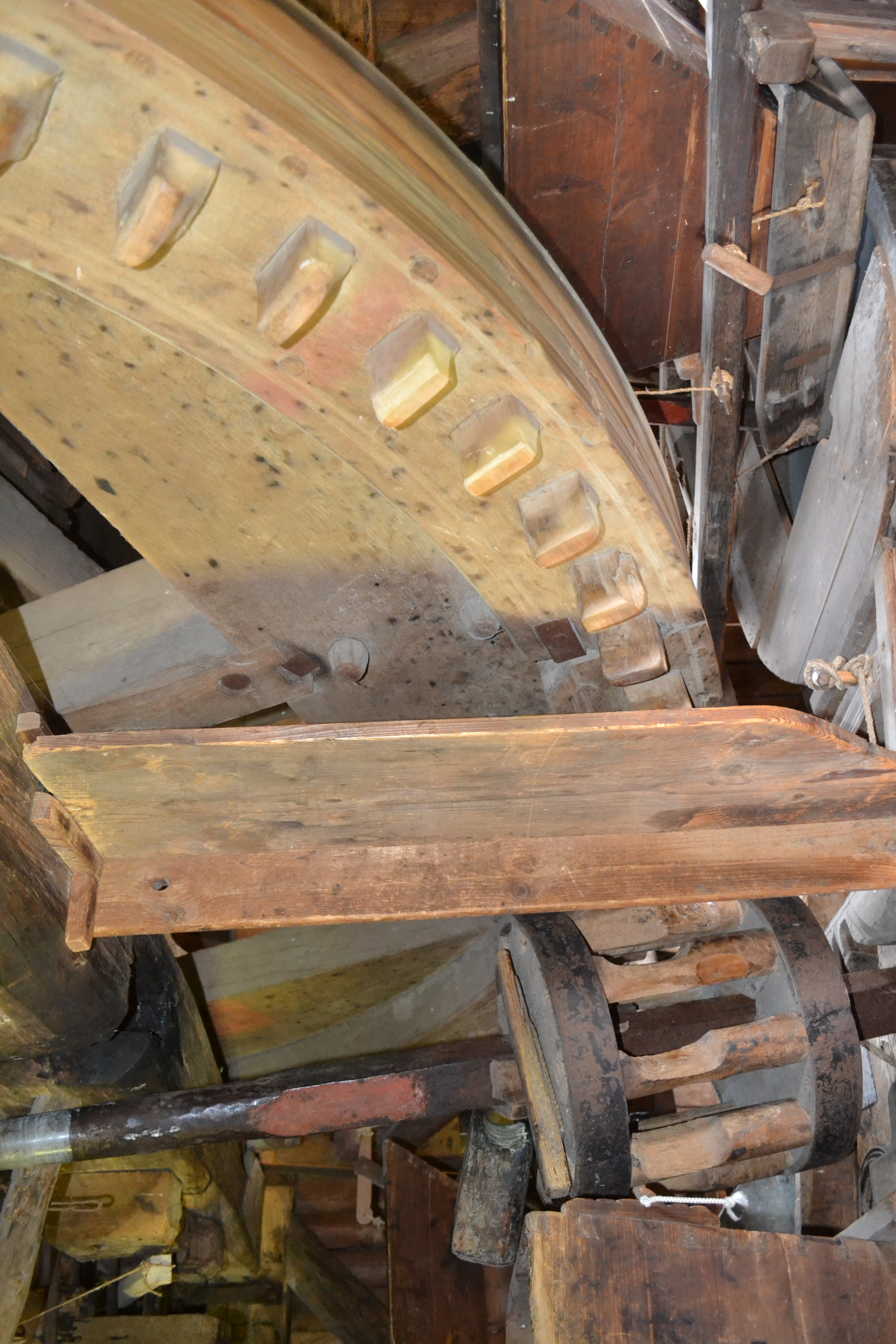
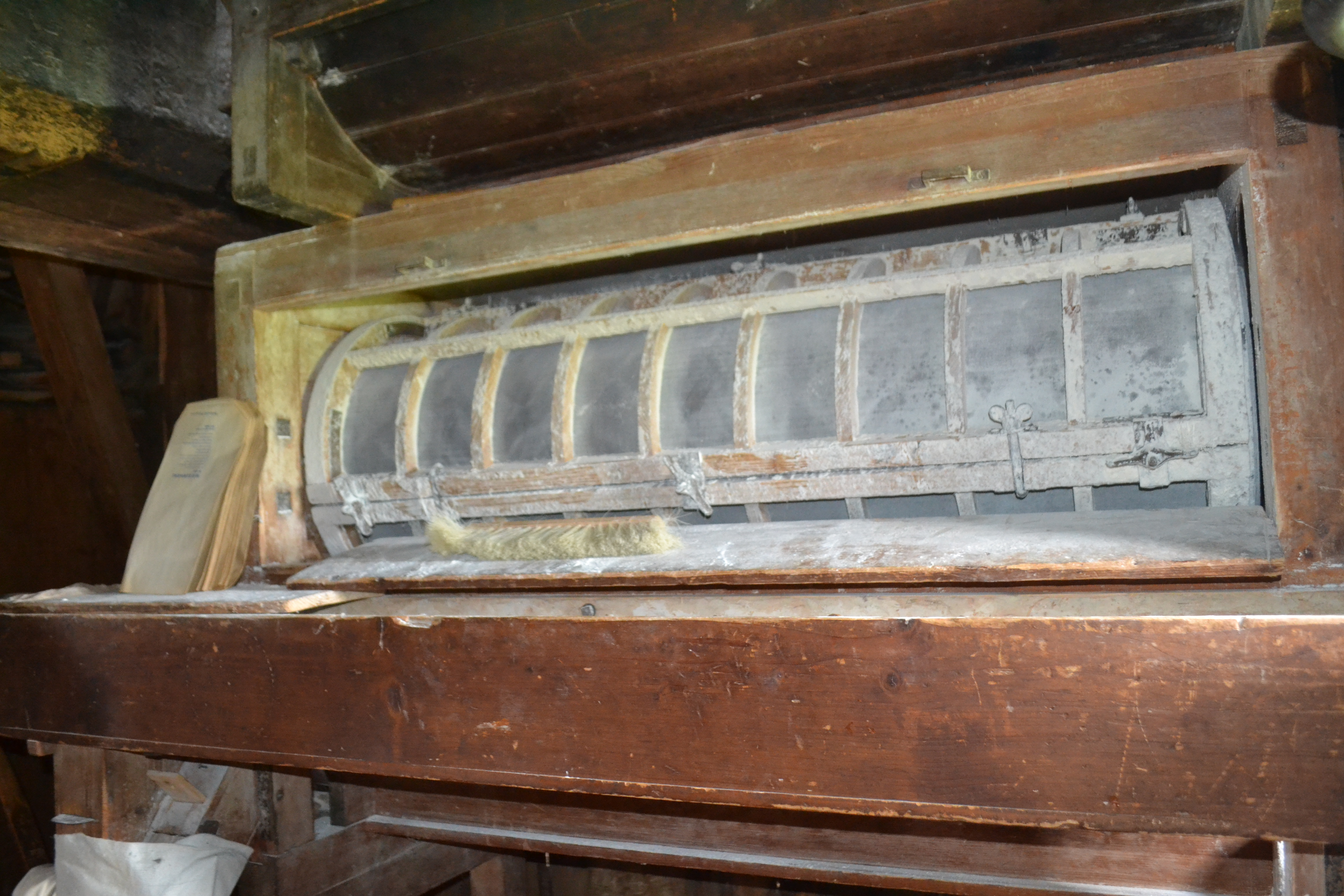
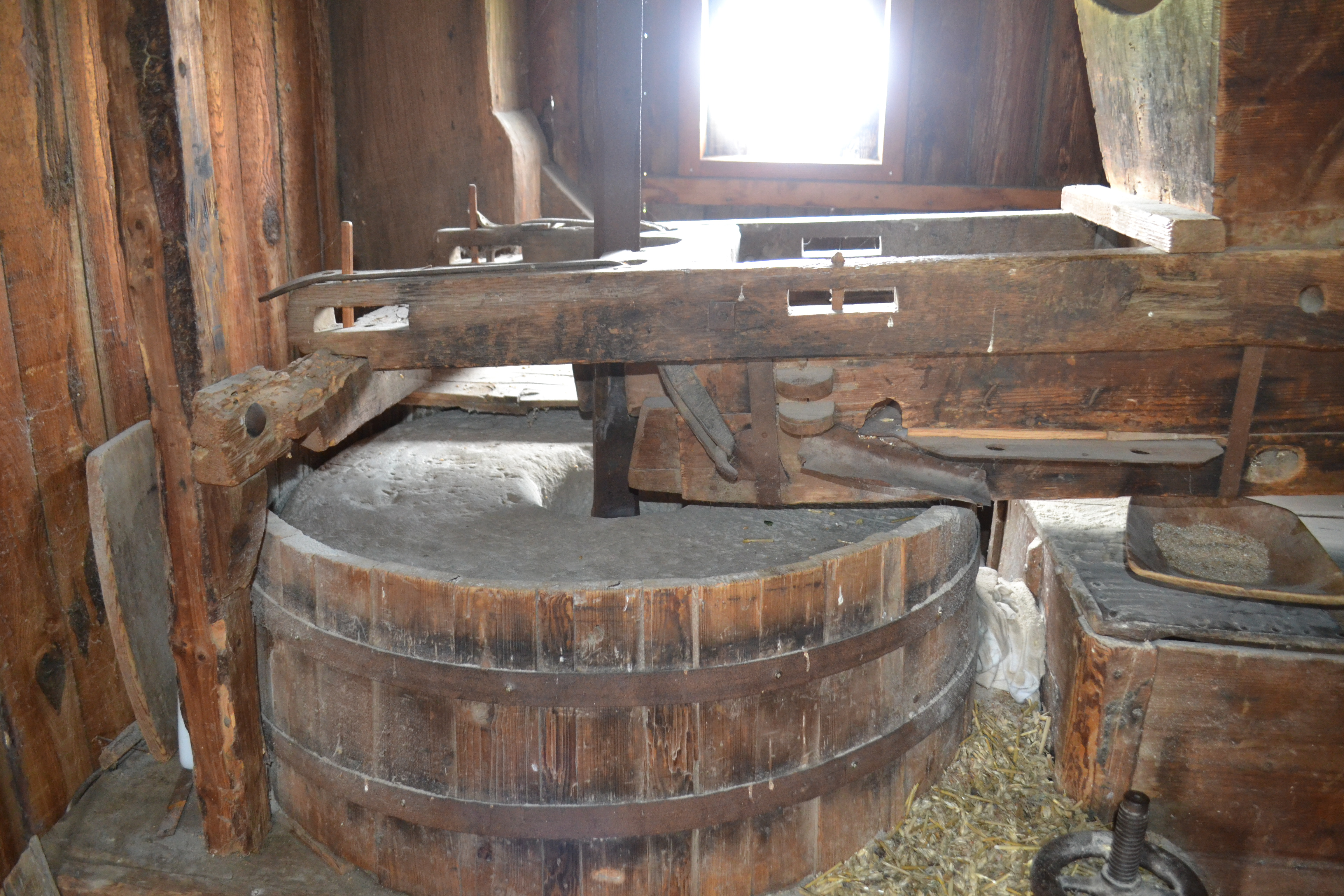
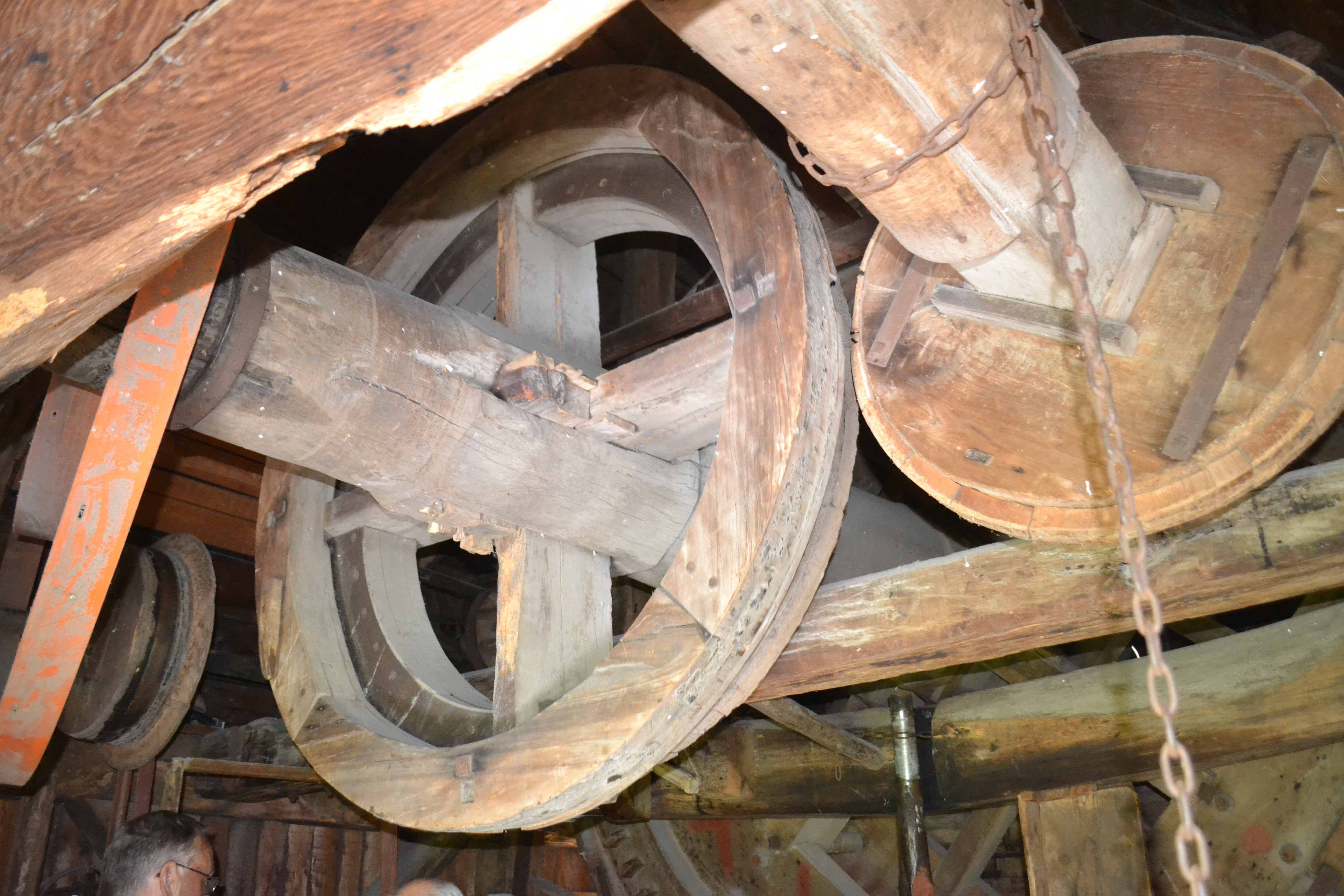